# 제프 랭턴
제프 랭턴(Jeff Langton, 1956년 12월 11일 ~ )은 미국의 배우, 영화배우이다.

## 영화
- 마피아 (1998년)
- 헐리우드 사파리 (1997년)
- 파이널 임팩트 (1992년)
- 라이언하트 (1990년)
- 다이 하드 2 (1990년)